# Józef Adamczyk (wojskowy)
Józef Adamczyk, ps. Kmicic (ur. 21 sierpnia 1897 w Lublinie, zm. wiosną 1940 w Charkowie) – rotmistrz Wojska Polskiego, działacz niepodległościowy, ofiara zbrodni katyńskiej.

## Życiorys
Syn Józefa i Katarzyny z Łysiów, urodzony 21 sierpnia 1897 w Lublinie, ówczesnej stolicy guberni lubelskiej. W czasie I wojny światowej działał w Polskiej Organizacji Wojskowej. Od 1918 w Wojsku Polskim, przydzielony do szwadronu Grupy „Bug”. Uczestnik obrony Lwowa i wojny z bolszewikami. Od stycznia 1921 do 15 maja 1922 był uczniem 11. klasy Wielkopolskiej Szkoły Podchorążych Piechoty w Bydgoszczy. 14 października 1922 został mianowany podporucznikiem w korpusie oficerów jazdy z dniem 1 września 1922 i 35. lokatą z równoczesnym wcieleniem do 11 pułku ułanów w Ciechanowie. W 1923 ukończył kurs w Obozie Szkolnym Kawalerii w Grudziądzu. 16 listopada 1923 został przemianowany z dniem 1 listopada 1923 na oficera zawodowego w stopniu podporucznika ze starszeństwem z 1 czerwca 1922 i 12. lokatą w korpusie oficerów jazdy. Służbę w 11 pułk ułanów pełnił przez kolejnych 16 lat. 30 września 1924 został awansowany z dniem 1 października 1924 na porucznika ze starszeństwem z 1 czerwca 1924 i 9. lokatą w korpusie oficerów kawalerii. Na stopień rotmistrza został mianowany ze starszeństwem z 19 marca 1937 i 28. lokatą w korpusie oficerów kawalerii. W marcu 1939 pełnił służbę na stanowisku szwadronu karabinów maszynowych.
W kampanii wrześniowej walczył na szeregach macierzystego pułku na stanowisku oficera broni i przeciwgazowego. W nieznanych okolicznościach, po agresji ZSRR na Polskę (17 września 1939), dostał się do sowieckiej niewoli i został osadzony w obozie w Starobielsku. Wiosną 1940 został zamordowany przez funkcjonariuszy NKWD w Charkowie i pogrzebany w Piatichatkach. Od 17 czerwca 2000 spoczywa na Cmentarzu Ofiar Totalitaryzmu w Charkowie. Figuruje na tzw. liście Gajdideja (poz. 28).
5 października 2007 minister obrony narodowej Aleksander Szczygło mianował go pośmiertnie na stopień majora. Awans został ogłoszony 9 listopada 2007, w Warszawie, w trakcie uroczystości „Katyń Pamiętamy – Uczcijmy Pamięć Bohaterów”.

## Ordery i odznaczenia
- Krzyż Niepodległości – 9 listopada 1932 „za pracę w dziele odzyskania niepodległości”[21]
- Srebrny Krzyż Zasługi[22]
- Medal Pamiątkowy za Wojnę 1918–1921[2]
- Medal Dziesięciolecia Odzyskanej Niepodległości[2]